# Crocy
Crocy – miejscowość i gmina we Francji, w regionie Normandia, w departamencie Calvados.
Według danych na rok 1990 gminę zamieszkiwały 304 osoby, a gęstość zaludnienia wynosiła 30 osób/km² (wśród 1815 gmin Dolnej Normandii Crocy plasuje się na 592. miejscu pod względem liczby ludności, natomiast pod względem powierzchni na miejscu 497.).